# 時尚惡女：庫伊拉
是一部2021年美國犯罪喜劇片，由克雷格·格里斯佩執導，愛蘭·布羅許·麥基納、傑茲·巴特沃、丹娜·福斯、凱利·馬歇爾、東尼·麥克納馬拉和史蒂夫·利西斯共同撰寫劇本。故事改編自多迪·史密斯的《第101隻斑點狗》和1961年迪士尼動畫電影中的角色庫伊拉·狄薇。主演包括艾瑪·史東、艾瑪·湯普遜、保羅·華特·豪澤、喬爾·弗萊和馬克·史壯。
《時尚惡女：庫伊拉》由華特迪士尼工作室電影於2021年5月28日在院线和Disney+经由Disney+首映許可證上映。

## 劇情
艾丝黛拉·米勒天资聪颖，设计服装的能力异于常人，但由于待人刻薄，外界对她的评价较差，连母亲凯瑟琳都给她起了绰号“库伊拉”（Cruella）。因為艾丝黛拉天性叛逆，凯瑟琳决定带她离开学校並搬到伦敦。路上，凯瑟琳特意停车，进入一场在豪宅举办的晚会，并与某人在悬崖边交谈。艾丝黛拉因对晚会宾客的打扮而兴奋，闲逛之余无意间被豪宅主人凶猛的大麦町犬追赶，最终来到悬崖边。在闪避时导致凯瑟琳被狗推下悬崖摔死。自此艾丝黛拉无依无靠，独自在伦敦谋生，但幸好结识街童贾斯伯和赫瑞司。长大后，她将一头醒目天生的黑白色头发用棕红色的假发掩盖，避免引起他人关注。
10年后，艾丝黛拉一边与贾斯伯和赫瑞司联手偷窃谋生，一边联手设计巧妙的伪装，锻炼自己的服装设计技巧。艾丝黛拉生日那天，贾斯伯和赫瑞司安排他去利寶百貨公司当清洁工。由于长期不受待见，艾丝黛拉在一晚喝得酩酊大醉，将店里的橱窗改造一番，翌日虽面临被解雇的命运，但得到享誉盛名却专横的高级定制服装设计师男爵夫人的青睐，任命她为服装设计师。艾丝黛拉赢得男爵夫人的信任，但她发现夫人竟戴着曾属于凯瑟琳的项链。夫人表示之前有一位员工偷走这条项链，促使艾丝黛拉让贾斯伯和赫瑞司一同取回项链。
艾丝黛拉第一次脱下假发，以库伊拉之名盛装打扮闯入夫人的晚会，准备偷走项链。夫人吹了声口哨叫唤她的大麥町，艾丝黛拉意识到那就是她之前用来指挥爱犬谋杀凯瑟琳的口哨，但计划以失败告终，项链被其中一只大麥町犬吞下。艾丝黛拉决定为母亲的死报仇，她在复古服装店老板亚蒂的帮助下，设计了诸多华贵的晚礼服，打扮成库伊拉出现在夫人的活动上羞辱她。同时，艾丝黛拉绑架了夫人的大麥町犬以设法取出被吞的项链。在小报专栏作家、艾丝黛拉童年玩伴安妮塔的帮助下，艾丝黛拉充滿个性的大胆行动讓庫伊拉成为全城话题，但她自大的行为也逐渐让贾斯伯、赫瑞司感到不满。男爵夫人的服装销量也因其影响逐渐下降，一气之下解雇了未能阻止库伊拉的律师罗杰。
艾丝黛拉接着破坏了男爵夫人的春季时装展，在摄政公园搭台办自己的時装秀，与她打对台。夫人推断艾丝黛拉和库伊拉是同一个人，她与保镖来到艾丝黛拉家中将她绑起来并纵火，希望她葬身火海，并嫁祸贾斯伯和赫瑞司使他们落网，幸好夫人的男仆约翰到场救走艾丝黛拉。约翰过后拿出项链，透露它其实是打开一个匣子的钥匙，里面装有艾丝黛拉的出生证明。艾丝黛拉最终发现夫人是自己的生母，她还在襁褓中的时候，夫人就曾吩咐约翰杀掉她，好让自己专心搞事业。约翰没有听从命令，而是把艾丝黛拉交给夫人的女佣凯瑟琳暗中照顾。艾丝黛拉對此感到震驚，但为了完成复仇，还是接受真相，并决定从此以库伊拉一名示人。
库伊拉后帮助贾斯伯和赫瑞司逃出警局，恳求两人和亚蒂帮她完成最后的复仇大计。四个人闯入夫人的慈善晚会后，打扮成艾丝黛拉的库伊拉告诉夫人，自己就是她多年前弃养的女儿。夫人假意接受库伊拉，悔恨自己的行为，要和她拥抱，结果趁其不备，一把将她推下悬崖，但库伊拉因衣服藏有降落伞而安然无恙。在场的嘉宾目睹了“艾丝黛拉之死”，夫人最后在库伊拉的注视下被警察逮捕。事后，库伊拉改姓为狄薇（De Vil，取自她盗来的轿车猎豹De Ville），利用艾丝黛拉的遺囑名義收了夫人的豪宅赫尔曼堂（Hellman Hall），并将名字改成地狱堂（Hell Hall），暗中将夫人的财务转移到自己名下。
在片尾彩蛋中，库伊拉将两只名叫彭哥和白佩蒂的大麥町小狗分别送给罗杰和安妮塔，其中一只是夫人的爱犬所生。之前被夫人解雇的罗杰則以歌曲创作者的身份开始谱写歌曲《库伊拉·狄薇》。

## 演員
- 艾瑪·史東 飾 艾絲黛拉·「庫伊拉」·狄薇／艾絲黛拉·馮·赫爾曼／艾絲黛拉·米勒（Estella "Cruella" de Vil / Estella von Hellman / Estella Miller）[4][5]
- 艾瑪·湯普遜 飾 馮·赫爾曼男爵夫人（Baroness Von Hellman）
- 保羅·華特·豪澤 飾 赫瑞司·巴登（Horace Badun）
- 喬爾·弗萊（英语：Joel Fry (actor)） 飾 賈斯伯·巴登（Jasper Badun）
- 馬克·史壯 飾 約翰（John）
- 艾蜜莉·碧崔 飾 凱薩琳·米勒（Catherine Miller）
- 柯比·豪爾-巴蒂斯特（英语：Kirby Howell-Baptiste） 飾 安妮塔·達林（Anita  Darling）
- 約翰·麥克雷 飾 亞蒂 （Artie）
- 凱文·諾瓦克（英语：Kayvan Novak） 飾 羅傑·狄利（Roger Dearly）
- 傑米·德梅特里尤（英语：Jamie Demetriou） 飾 傑拉德（Gerald）

## 製作
2011年，據報導華特迪士尼影業將製作一部改編自庫伊拉·狄薇的真人版電影。安德魯·岡恩將擔任製片人，而凱利·馬歇爾將重新撰寫原由愛蘭·布羅許·麥基納編寫的劇本。2016年1月6日，艾瑪·史東加盟並飾演庫伊拉·狄薇。2016年8月，傑茲·巴特沃被聘請重寫之前的電影草稿。2016年11月，據報導迪士尼聘請亞歷克斯·蒂姆斯執導電影，而馬克·普拉特擔任製片人之一。然而，在2018年12月，據透露蒂姆斯由於時間安排衝突而離開了該項目，改由克雷格·格里斯佩執導。
2019年5月，艾瑪·湯普遜加盟劇組。2019年7月，保羅·華特·豪澤加盟劇組。2019年8月，喬爾·弗萊加盟劇組。

### 拍攝
2019年8月24日，迪士尼在D23博覽會上透露《時尚惡女：庫伊拉》的拍攝工作已經開始，並公佈一張史東作為庫伊拉的造型照。2019年9月，馬克·史壯、埃米莉·比彻姆和柯比·豪爾-巴蒂斯特加盟劇組。2019年11月26日，《時尚惡女：庫伊拉》的髮型和化妝設計師在Instagram上宣佈殺青。

## 發行
《時尚惡女：庫伊拉》原定於2020年12月23日在美國上映。2019年8月，電影延至2021年5月23日在美國上映。2021年3月，迪士尼宣佈在保持新上映日前不變的情況下將電影改為於院線和Disney+以Disney+首映許可證形式同步上映。

### 評價
爛番茄根據397條評論，持有74%的新鮮度，平均得分6.8／10，觀眾投票獲得97%的分數，平均得分為4.7／5。在Metacritic上，本片獲得59分。
2022年9月，爛番茄根據網站內的評分，整理迪士尼從1994年至2022年為止發表的19部真人翻拍電影排行榜，本片排名第5名。

### 票房
| 上一届： 《F9狂野時速》 | 2021年香港一週票房冠軍 第22週 | 下一届： 《無聲絕境2》 |

## 续集
2021年5月，史東和汤普森表示愿意以《教父2》的风格创作第二部《库伊拉》，作为本片的续集和《101忠狗》的前传。

## 外部連結
- 互联网电影数据库（IMDb）上《時尚惡女：庫伊拉》的资料（英文）
- Metacritic上《時尚惡女：庫伊拉》的資料（英文）
- 爛番茄上《時尚惡女：庫伊拉》的資料（英文）
- Box Office Mojo上《時尚惡女：庫伊拉》的資料（英文）
- AllMovie上《時尚惡女：庫伊拉》的资料（英文）
- 開眼電影網上《時尚惡女：庫伊拉》的資料（繁體中文）
- Yahoo奇摩電影上《時尚惡女：庫伊拉》的資料（繁體中文）
- 雅虎香港電影上《時尚惡女：庫伊拉》的資料（繁體中文）
- 时光网上《時尚惡女：庫伊拉》的資料（简体中文）
- 豆瓣电影上《時尚惡女：庫伊拉》的資料 （简体中文）